# Монсонес
Монсоне́с (фр. Montsaunès, окс. Montsaunèrs) — коммуна во Франции, находится в регионе Юг — Пиренеи. Департамент — Верхняя Гаронна. Входит в состав кантона Сали-дю-Салат. Округ коммуны — Сен-Годенс.
Код INSEE коммуны — 31391.

## География
Коммуна расположена приблизительно в 650 км к югу от Парижа, в 70 км к юго-западу от Тулузы.
На северо-западе коммуны протекает река Гаронна.

## Климат
Климат умеренно-океанический. Зима мягкая и снежная, весна характеризуется сильными дождями и грозами, лето сухое и жаркое, осень солнечная. Преобладают сильные юго-восточные и северо-западные ветры.

## Население
Население коммуны на 2010 год составляло 415 человек.
| 1962 | 1968 | 1975 | 1982 | 1990 | 1999 | 2010 |
| ---- | ---- | ---- | ---- | ---- | ---- | ---- |
| 360  | 371  | 385  | 402  | 362  | 379  | 415  |

## Экономика
В 2010 году среди 249 человек трудоспособного возраста (15—64 лет) 183 были экономически активными, 66 — неактивными (показатель активности — 73,5 %, в 1999 году было 64,6 %). Из 183 активных жителей работали 161 человек (87 мужчин и 74 женщины), безработных было 22 (7 мужчин и 15 женщин). Среди 66 неактивных 27 человек были учениками или студентами, 24 — пенсионерами, 15 были неактивными по другим причинам.

## Достопримечательности
- Церковь Св. Христофора (XII век). Исторический памятник с 1846 года[4]

## Фотогалерея

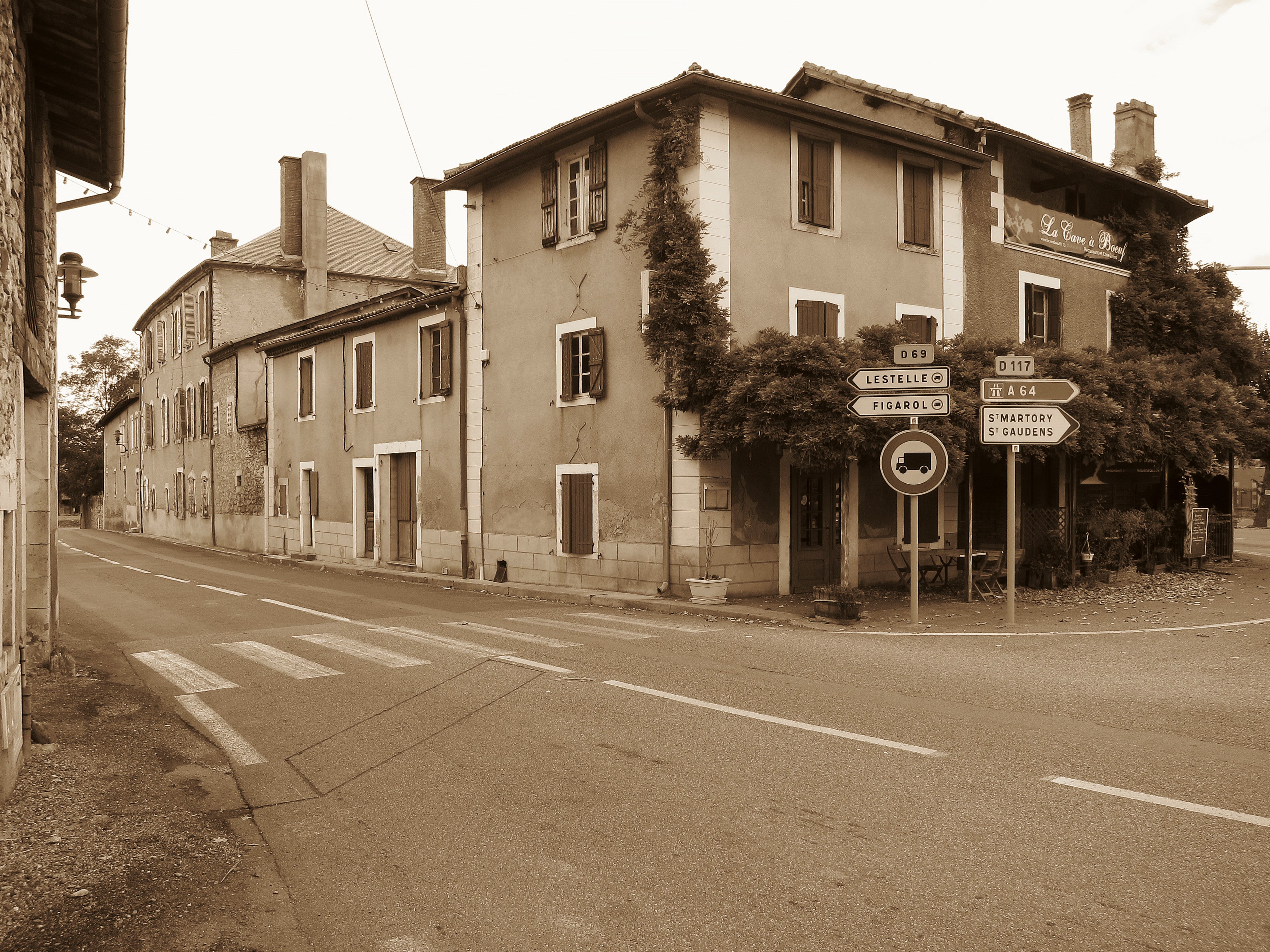
Монсонес
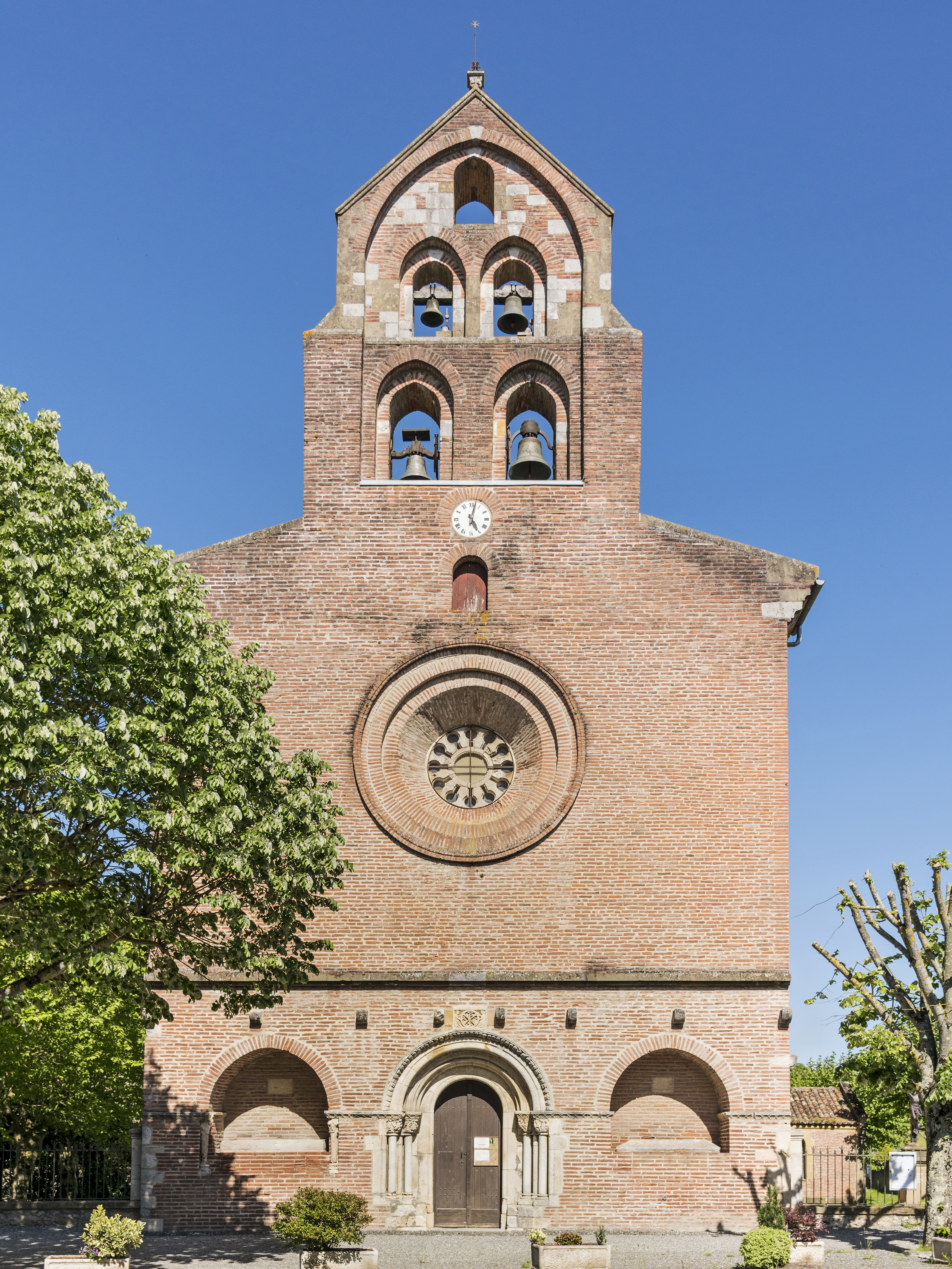
Церковь Св. Христофора
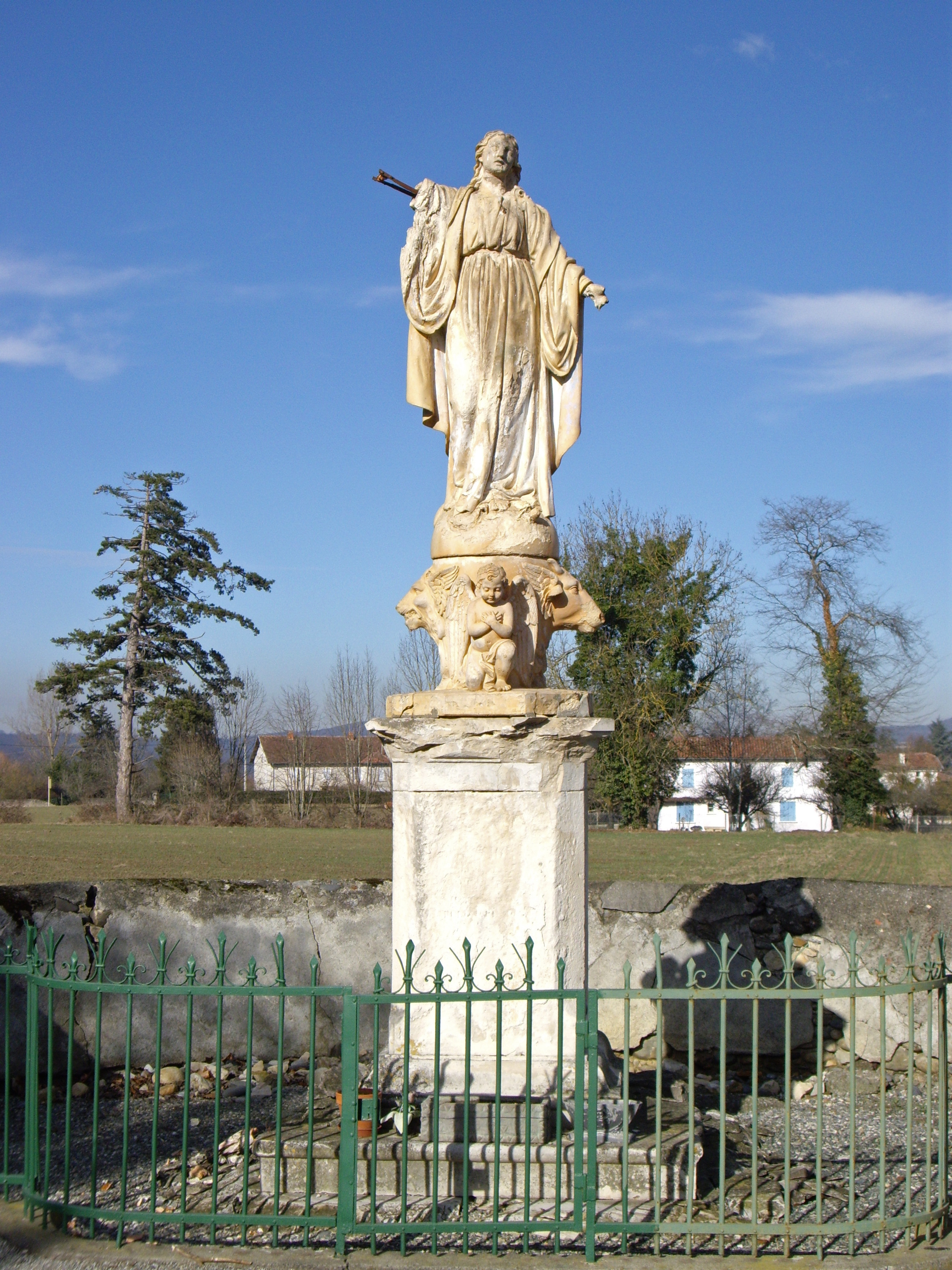
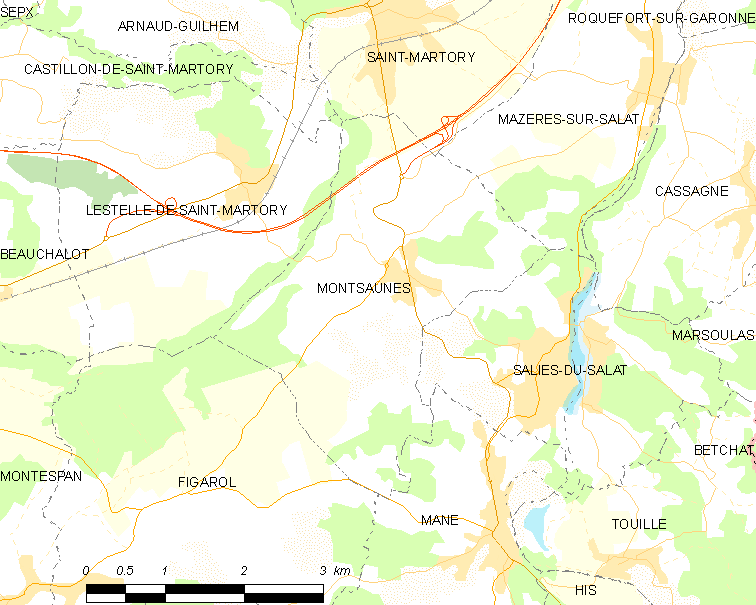
Карта коммуны